# Behistun
Behistun, Behistan of Bisotun (Oudperzisch: Bagistana; "plaats der goden" of "plaats van god") is een stadje (shahr) in Iran aan de voet van een rots, in het centrale deel van het Zagrosgebergte. Bij de plaats bevindt zich de Behistuninscriptie, die op de werelderfgoedlijst van UNESCO staat.

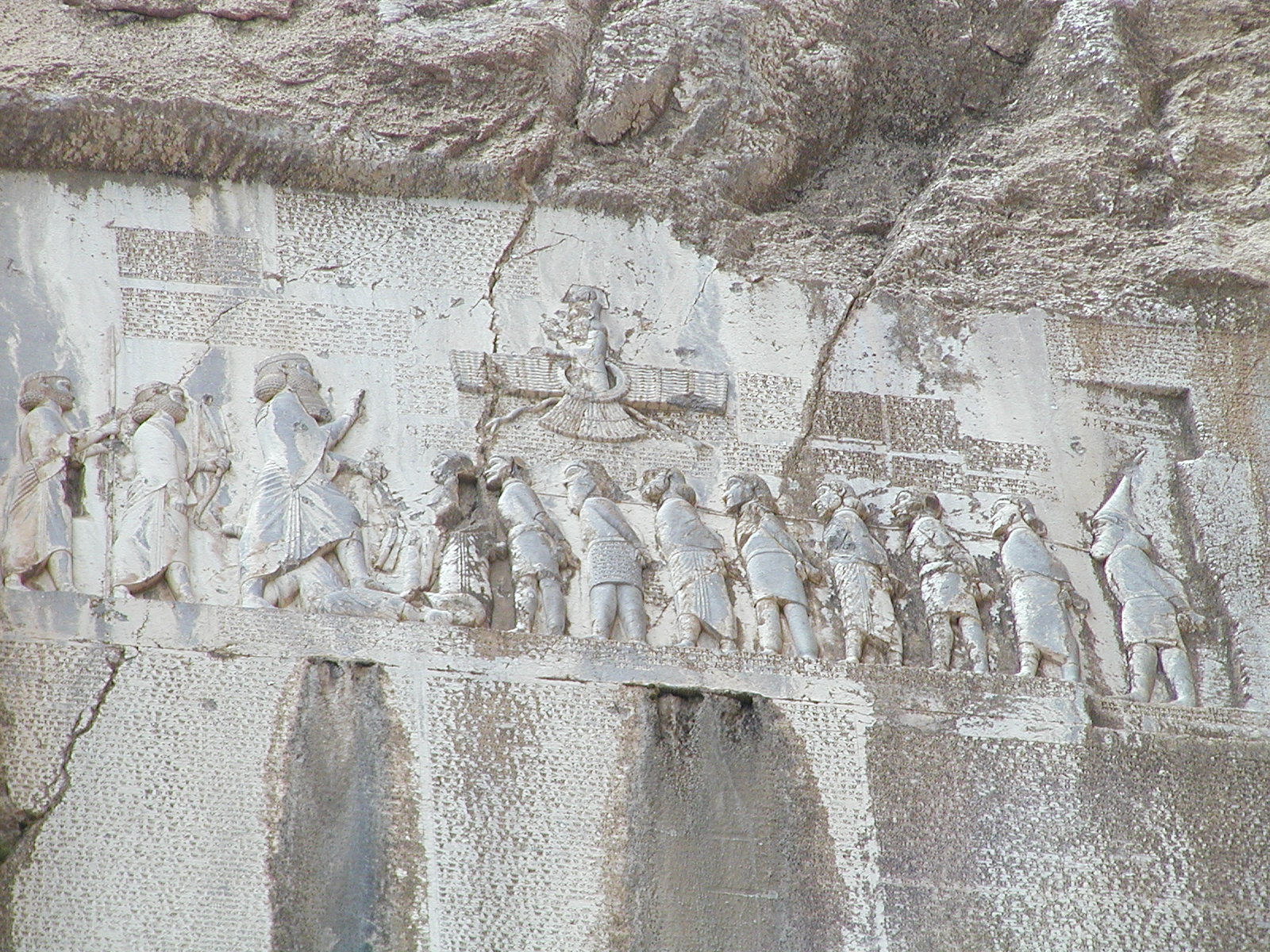
Inscripties over de zeges van koning Darius I in drie talen

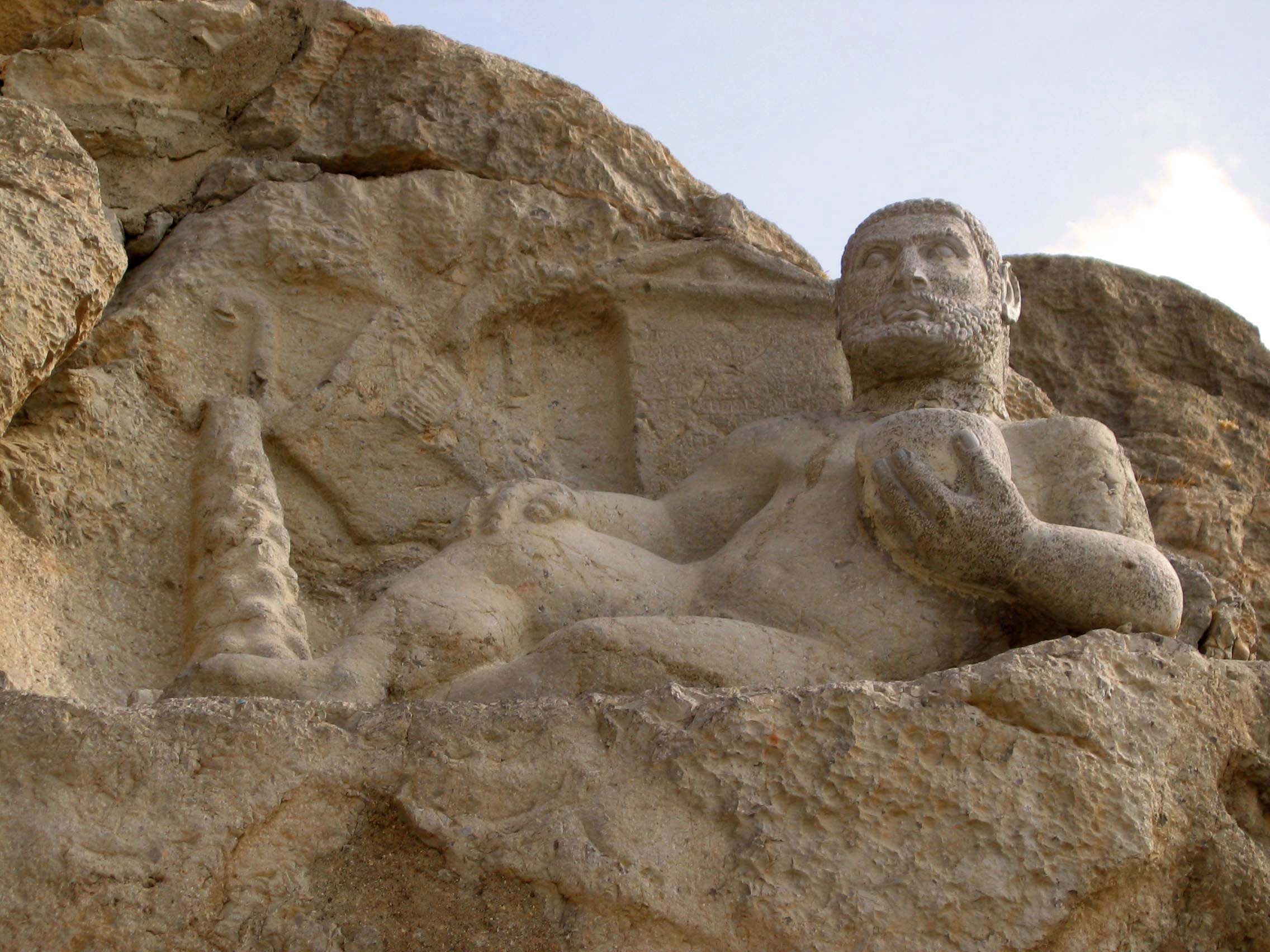
Bahram als de Griekse held Herakles

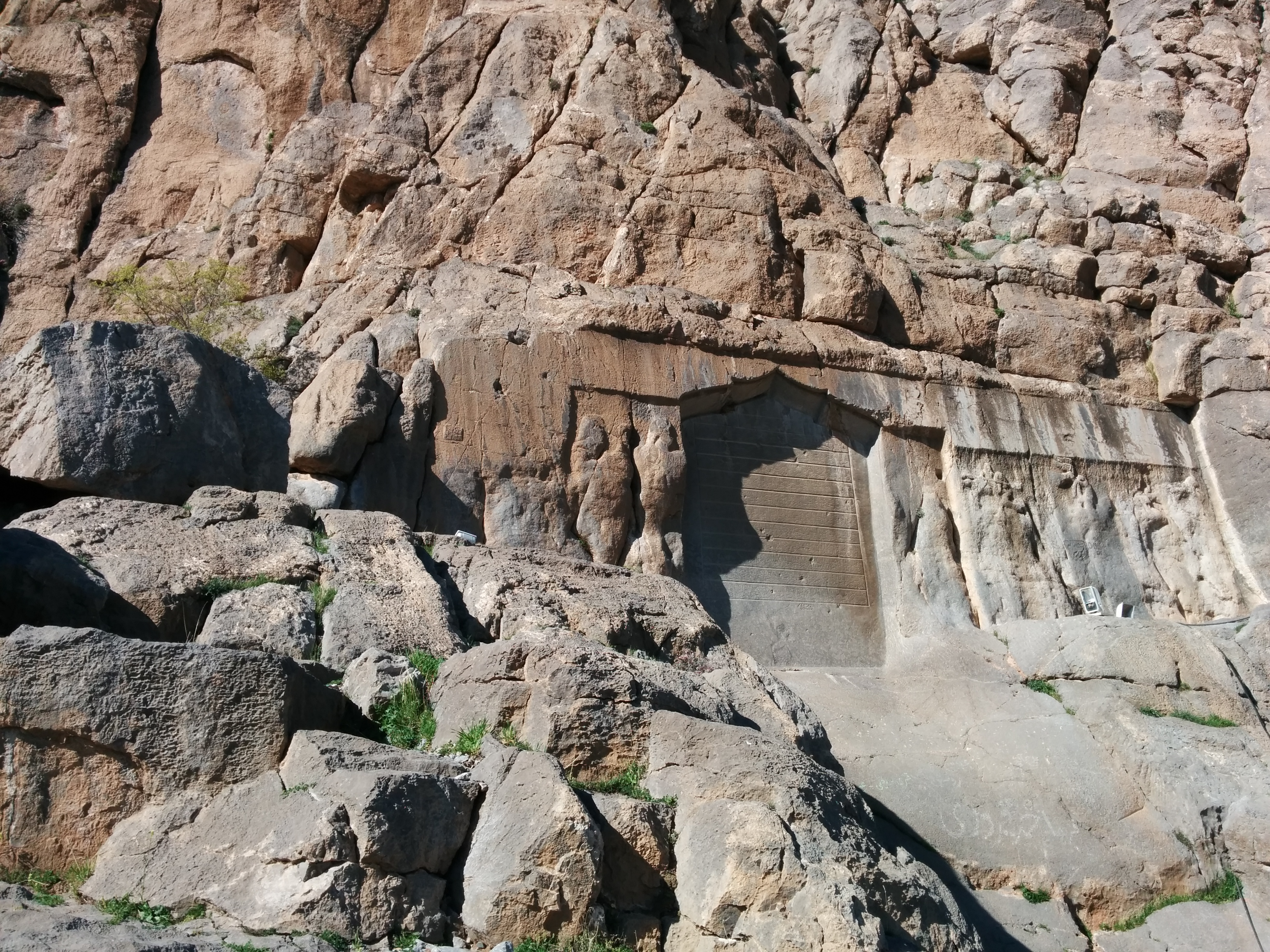
Reliëf en inscripties van Mithradates II

Behistun ligt ongeveer 30 kilometer ten oosten van Kermansjah in het westen van Iran. De plaats ligt aan het riviertje Dinoorab en heeft ruim 2000 inwoners. Bij het dorp bevinden zich een suikerfabriek, een zuivelfabriek en een bakkerij. Aan de oostkant van het dorp is het land in agrarisch gebruik en deels geïrrigeerd. Aan de westkant is het landschap vrijwel onbegroeid.

## Geschiedenis
Meerdere holen in de rotsmassieven tonen aan dat de omgeving bewoond was in middenpaleolithicum.

### Reliëfs
Een steile rotsrug bij het dorp (de zogenoemde Berg van de Goden) is een historisch belangrijke plaats aan de vroegere hoofdverbindingsroute van de Middellandse Zee naar China. Het rotsmassief bevat enkele uitgehakte, gebeeldhouwde reliëfs. 

#### Daruisreliëf
Het belangrijkste reliëf liet de Achaemenidische koning Darius I uitbeitelen. De voorstelling, met een grootte van vijf meter breed en drie meter hoog, stelt de zege van Darius op zijn belangrijkste tegenstander Gaumata voor. Met deze scène, bekroond door de gevleugelde zonneschijf van de God Ahura Mazda, wilde Darius zijn aanspraak op de troon legitimeren, die hij in 19 gevechten moest veroveren. Zijn proclamatie in de zich eronder bevindende inscripties, de Behistuninscriptie, bestaat uit 1200 tekens en is drietalig in het Oud-Perzisch, het Elamitisch en Nieuw-Babylonisch opgesteld. Voor de ontcijfering van het spijkerschrift was dit net zo belangrijk als de Steen van Rosetta voor de Egyptische hiëroglyfen.

#### Heraklesreliëf
Ongeveer drie meter boven de weg die naar het Dariusreliëf leidt, werd bij wegwerkzaamheden het Heraklesreliëf uit de tijd van de Seleukiden ontdekt. Het toont de op een leeuwenhuid liggende Herakles (in Iran aangeduid als Verethragna of Bahram) met een beker in zijn hand. De inscriptie op zijn hoofd dateert het werk op het jaar 148 voor Christus.

#### Parthische reliëfs
Direct erachter zijn de inmiddels sterk verweerde Parthische reliëfs te zien. Op het linker rotsbeeld zijn vier satrapen afgebeeld, die koning Mithridates II (124–87 v. Chr.) huldigen. De rechter afbeelding herinnert aan de overwinning van de Parthische koning Gotarzes II, die te paard zijn vijand (waarschijnlijk tegenkoning Meherdates, 50 n. Chr.) met een speer doorboort. Een inscriptie uit de 17e eeuw werd over de reliëfs heen gebeiteld.